# 関西ケーズデンキ
株式会社関西ケーズデンキ（かんさいケーズデンキ）は、関西地方を中心に家電量販店チェーンを展開するケーズホールディングスの連結子会社。旧社名は八千代ムセン電機株式会社（やちよムセンでんき）。

## 沿革
- 1955年（昭和30年）6月 - 大阪市北区にて八千代無線電機商会を創業
- 1981年（昭和56年）4月 - 八千代ムセン電機株式会社を設立。
- 1983年（昭和58年）1月 - 八千代無線電機商会の6店舗（天満・徳庵・平野・鴻池・放出・住道）の営業部門を引き継ぎ、事業開始。
- 2004年（平成16年）10月 - ギガスケーズデンキ（現・ケーズホールディングス）が八千代ムセン電機と事業統合し、子会社とする。
- 2006年（平成18年）8月 - 八千代ムセン電機から株式会社関西ケーズデンキに商号変更。登記上の本店を茨城県水戸市に移転するが、実際の本社である「本部」は従来と同じく大阪市に置いた。
- 2007年（平成19年）
  - 4月 - 宝塚本店（旧・宝塚伊丹店）を、新たにフランチャイジーに加わった土橋電気株式会社に営業譲渡。
  - 12月1日 - 関西ケーズデンキが土橋電気を吸収合併。
- 2008年（平成20年）
  - 日付不明 - ビッグ・エス運営だった北神戸鹿の子台パワフル館の運営を譲受。
  - 7月1日 - フランチャイジーのヒダカ電器商会がケーズホールディングスと株式交換の後、関西ケーズデンキに吸収合併。ヒダカ電器商会が運営していた京都府と兵庫県の4店舗を承継。
    - なおヒダカ電器商会はこれに先立つ2008年4月に、三重県の2店舗を同じくケーズホールディングス傘下のギガスへ譲渡していた[2]。
- 2009年（平成21年）- ビッグ・エス運営だったガーデンシティ垂水本店の運営を譲受。
- 2010年（平成22年）
  - 3月11日 - 福井県へ初出店となる、福井北店を出店。
  - 10月18日 - 本部（実際の本社[注釈 1]）を堺市堺区へ移転。
- 2011年 （平成23年）10月1日 - フランチャイジーのアリデンがケーズホールディングスと株式交換の後、関西ケーズデンキに吸収合併される。和歌山の3店舗を継承。
- 2014年（平成26年）9月8日 - 本部を大阪市浪速区へ移転（シーサイドステージ堺浜閉店に伴う）。
- 2022年（令和4年）8月1日 - 親会社のケーズホールディングスと共に本店を移転[3]。

## 店舗一覧
(太字は八千代ムセンより継承された店舗)

### 大阪府
- 西成店（大阪市西成区）
- いこらも〜る泉佐野店（泉佐野市）
- イオンタウン守口店（守口市）
- 高槻店（高槻市）
- 箕面店（箕面市）
- アリオ鳳店（堺市西区）
- 岸和田和泉インター店（和泉市）
- りんくう泉南店（泉南市）
- 美原店（堺市美原区）
- クロスモール富田林店（富田林市）
- アクロスプラザ八尾店（八尾市）
- カナートモール和泉府中店（泉大津市）
- 松原天美店（松原市）
- 堺遠里小野店（堺市堺区）
- 堺中央環状店（堺市北区）
- 東住吉中野店（大阪市平野区）
- イズミヤ枚方店（枚方市）
- 長吉出戸店（大阪市平野区）

### 兵庫県
- ガーデンシティ垂水店[注釈 2]（神戸市垂水区）
- 西神戸店[注釈 3]（神戸市西区）
- 大久保店（神戸市西区）
- HAT神戸店（神戸市中央区）
- 北神戸鹿の子台店[注釈 4]（神戸市北区）
- 新長田店（神戸市長田区）
- 和田山店[注釈 5]（朝来市）
- 尼崎浜田店（尼崎市）
- 尼崎店（尼崎市）
- 宝塚伊丹店（伊丹市）
- 東加古川店（加古川市）
- 日生中央店（川辺郡猪名川町）
- 三田ウッディタウン店（三田市）
- 氷上店（丹波市）
- 西宮えびす南店（西宮市）
- 姫路リバーシティー店（姫路市）
- 姫路東店（姫路市）
- クロスモール須磨店（神戸市須磨区）

### 奈良県
- 奈良柏木店（旧店名・奈良本店）（奈良市）
- 高の原店（奈良市）
- 近鉄百貨店奈良店[注釈 6]（奈良市）
- 東生駒店（生駒市）
- 大和郡山店（大和郡山市）
- 天理店（天理市）
- 西大和店（北葛城郡）
- 大和高田店（大和高田市）
- 橿原北店（橿原市）
- 御所店（御所市）

### 京都府
- 東舞鶴店（舞鶴市）
- 向日町店（向日市）
- 与謝野店[注釈 5]（与謝郡与謝野町）
- 松井山手店（京田辺市）
- 京都八幡店（八幡市）
- 亀岡店（亀岡市）
- 綾部店（綾部市）

### 滋賀県
- 草津南店（草津市）
- 近江八幡店（近江八幡市）
- 長浜店（長浜市）
- 豊郷店（犬上郡豊郷町）
- 今津店（高島市）
- 彦根店（彦根市）
- 八日市インター店（東近江市）
- 水口店（甲賀市）
- 西大津店（大津市）
- 守山店（守山市）
- 草津栗東店（栗東市）

### 和歌山県
- 和歌山店（和歌山市）
- 和歌山北店（和歌山市）
- 紀伊川辺店（和歌山市）
- 御坊店[注釈 7]（御坊市）
- 新宮店[注釈 7]（新宮市）
- 有田店[注釈 7]（有田市）
- 岩出店（岩出市）
- 田辺店（田辺市）
- 橋本店（橋本市）

### 福井県
- 福井北店（福井市）
- 越前店（越前市）
- 小浜店（小浜市）
- 福井空港店（坂井市）

### かつて存在した店舗
- 大阪府
  - 放出店
  - 徳庵店
  - 鴻池店
  - 住道店
  - 池田店
  - 大和田店
  - 平野店
  - 岸和田店
  - 和泉店
  - 泉ヶ丘店
  - 天満店（旧本部所在地の1・2階）
  - シーサイドステージ堺浜（堺市堺区）
  - 泉北店（旧店名・泉北2号店）（堺市中区）
  - 新金岡店（堺市北区）
  - 千代田店（河内長野市）
  - 枚方店（枚方市）
- 兵庫県
  - 加古川本店
  - 伊川谷店
  - ジェームス山店（神戸市垂水区）
- 奈良県
  - 奈良店
  - 生駒南店
  - 西大寺店
  - 王寺店（いかるがパワフル館に移転）
    - いかるがパワフル館（王寺店の移設店舗）

  - 田原本パワフル館
  - おしくま店
  - 橿原店[注釈 8]（橿原市）
- 京都府
  - 京都伏見店（旧店名・京都南店・京都本店）（京都市伏見区）
- 愛知県
  - 名古屋北店（現・ギガス店舗）
  - 東浦店